# Oaktsamhet
Oaktsamhet är en term inom juridiken som används för att beskriva att man genom vårdslöshet eller oförsiktigt handlande orsakar något. Inom rättsvetenskapen används också det latinska ordet culpa med samma betydelse. Oaktsamhet kan i många fall leda till straffrättslig påföljd.
Om en handling skall räknas som oaktsamhet eller om den skall anses vara uppsåtlig kan inte sällan leda till invecklade diskussioner.
I den finska Strafflagen definieras oaktsamhet och grov oaktsamhet så här:
| ”                                                               | En gärningsmans förfarande är oaktsamt, om gärningsmannen åsidosätter den aktsamhetsplikt som han eller hon under de rådande omständigheterna har, trots att han eller hon hade kunnat rätta sig efter den (oaktsamhet). Frågan om oaktsamheten skall anses vara grov (grov oaktsamhet) avgörs utifrån en helhetsbedömning. Vid bedömningen skall beaktas hur betydande den åsidosatta aktsamhetsplikten är, hur viktiga de äventyrade intressena och hur sannolik kränkningen är, hur medveten gärningsmannen är om att han eller hon tar en risk samt övriga omständigheter som har samband med gärningen och gärningsmannen. För en gärning som snarare grundar sig på olyckshändelse än på oaktsamhet bestraffas gärningsmannen inte. | „ |
| – Strafflagen, 3:e kapitlet, 7 §, i lydelsen från 13.6.2003/515 | |   |